# Philornis mimicola
Philornis mimicola är en tvåvingeart som beskrevs av Carroll William Dodge 1968. Philornis mimicola ingår i släktet Philornis och familjen husflugor. Inga underarter finns listade i Catalogue of Life.